# Jorge Antonio Aja Espil
Jorge Antonio Aja Espil (Carlos Casares, 25 de noviembre de 1920-Buenos Aires, 31 de agosto de 2005) fue un jurista y diplomático argentino. Se desempeñó como embajador de su país en Colombia y Estados Unidos. Fue también subsecretario de Relaciones Exteriores y miembro del Comité Jurídico Interamericano.

## Biografía
Hijo de Antonio Aja y María Esther Espil, nació en Carlos Casares en 1920. Su tío Felipe A. Espil, fue también diplomático y representó a la Argentina en Estados Unidos.
Aja Espil estudió abogacía en la Facultad de Derecho y Ciencias Sociales de la Universidad de Buenos Aires (UBA), graduándose en 1945. Recibió su doctorado en jurisprudencia en 1969, siendo su tesis titulada Historia y Teoría de los Poderes Implícitos. Desde 1969 hasta 1985 fue profesor de derecho constitucional en la UBA.
Inició su carrera en un estudio jurídico. En 1961 brindó asesoramiento al entonces presidente Arturo Frondizi y su ministro del interior Alfredo Vítolo. Fue conjuez de la Corte Suprema de Justicia de la Nación Argentina en dos ocasiones, entre 1965 y 1967, y de 1971 a 1986.
Desde 1967 hasta agosto de 1984 integró el Comité Jurídico Interamericano de la Organización de los Estados Americanos, siendo su presidente entre 1982 y 1984.
En el ámbito diplomático, entre 1962 y 1963, durante la presidencia de José María Guido, fue subsecretario de Relaciones Exteriores. Fue miembro, observador y jefe de delegación en representación de Argentina en diversas conferencias internacionales, algunas de ellas en el marco de las Naciones Unidas, como la Conferencia de Viena sobre Derecho Consular en 1963.

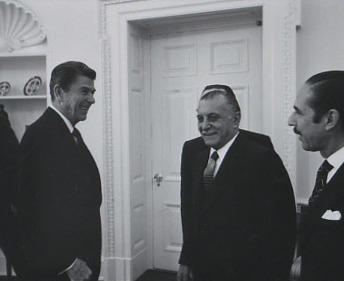
Aja Espil (derecha) en la Casa Blanca junto a Roberto Eduardo Viola (en el centro) y Ronald Reagan.

En 1971 el presidente de facto Alejandro Agustín Lanusse lo nombró embajador en Colombia, desempeñando el cargo hasta 1973. A finales de 1976 el presidente de facto Jorge Rafael Videla lo designó embajador en Estados Unidos, presentando sus cartas credenciales al presidente Gerald Ford en enero de 1977. Ocupó el puesto hasta 1981. Según The Washington Post en un artículo de 2008, mientras era jefe de misión en Washington D. C. debatió en la prensa estadounidense con un joven Héctor Timerman por las desapariciones y torturas realizadas por la dictadura autodenominada Proceso de Reorganización Nacional.
Previo a su nombramiento en Estados Unidos, en julio de 1976 había sido designado administrador liquidador de la empresa frigorífica Swift de La Plata S.A..
En el ámbito académico, fue miembro de número de la Academia Nacional de Ciencias Morales y Políticas desde 1982, siendo su presidente durante dos períodos (1991-1994 y 2001-2002). También integró la Academia Nacional de Derecho y Ciencias Sociales de Buenos Aires desde 1985 y la Asociación de Derecho Internacional. Fue fundador e integrante del primer comité ejecutivo de la Asociación Argentina de Ciencia Política en 1957. En el Consejo Argentino para las Relaciones Internacionales (CARI) fue vicepresidente desde 1982 hasta 2004, quedando a cargo de la presidencia entre 1982 y 1986.
Como analista internacional, escribió para el diario La Nación.
En 1988 recibió un diploma al mérito Konex en la categoría diplomáticos.
Falleció en agosto de 2005 en Buenos Aires a los 84 años, siendo sus restos sepultados en el Cementerio de la Recoleta.

## Obra[13]
- Origen y desarrollo del control jurisdiccional en los Estados Unidos de Norteamérica (1958).
- En los orígenes de la tratadística constitucional (1968).[14]
- Lecciones de derecho constitucional: teoría constitucional (1971).
- El derecho del mar: las nuevas cuestiones del derecho internacional marítimo (1973).
- Constitución y poder: historia y teoría de los poderes implícitos y de los poderes inherentes (1987).
- El mundo en la década del 80: testimonios de la vida internacional (1991).
- Tomás Le Breton: su tiempo y su mundo (1994).
- El orbe del espíritu y el orbe de la naturaleza (1996).

## Condecoraciones
- Orden de Boyacá (Colombia) en grado Gran Cruz (1973).[12]
- Orden El Sol del Perú en grado Gran Cruz (1983).[12]
- Orden Mexicana del Águila Azteca (1984).[12]